# Indianapolis Colts 2008
La stagione 2008 degli Indianapolis Colts è stata la 56ª della franchigia nella National Football League, la 25ª con sede a Indianapolis. I Colts conclusero con un record di 12 vittorie e 4 sconfitte, terminando al secondo posto della AFC South e centrando l'accesso ai playoff per il settimo anno consecutivo. Nei playoff furono eliminati nel wild card round dai San Diego Chargers. Questa fu la prima stagione disputata nell'appena costruito Lucas Oil Stadium dopo avere disputato le 24 precedenti all'RCA Dome.
In questa stagione, i Colts divennero la prima squadra a vincere almeno 12 partite per sei stagioni consecutive. Dopo avere iniziato con un record di 3-4, Peyton Manning portò la squadra a nove vittorie consecutive, venendo premiato per la terza volta come MVP della NFL.

## Roster
| Roster degli Indianapolis Colts nel 2008 |
| --- |
| Quarterback - 18 Peyton Manning - 12 Jim Sorgi Running Back - 29 Joseph Addai - 27 Lance Ball - 38 Dominic Rhodes - 32 Mike Hart - 35 Chad Simpson KR Wide Receiver - 85 Pierre Garçon - 11 Anthony Gonzalez - 83 Roy Hall - 88 Marvin Harrison - 87 Reggie Wayne Tight End - 44 Dallas Clark - 47 Gijon Robinson FB - 84 Jacob Tamme FB Offensive Linemen - 71 Ryan Diem T - 76 Daniel Federkeil G/T - 74 Charlie Johnson G/T - 53 Steve Justice C - 78 Mike Pollak G - 61 Jamey Richard G/C - 63 Jeff Saturday C - 75 Michael Toudouze T - 67 Tony Ugoh T Defensive Linemen - 79 Raheem Brock DE - 96 Keyunta Dawson DT - 68 Eric Foster DT - 93 Dwight Freeney DE - 92 Marcus Howard DE - 99 Antonio Johnson DT - 94 Curtis Johnson DE - 98 Robert Mathis DE - 90 Daniel Muir DT - 95 Darrell Reid DT - 91 Josh Thomas DE Linebacker - 58 Gary Brackett ILB - 52 Buster Davis ILB - 56 Tyjuan Hagler OLB - 54 Freddie Keiaho OLB - 51 Jordan Senn OLB - 55 Clint Session OLB - 50 Philip Wheeler OLB Defensive Back - 41 Antoine Bethea FS - 33 Melvin Bullitt FS - 43 Matt Giordano SS - 26 Kelvin Hayden CB - 20 Dante Hughes CB - 23 Tim Jennings CB - 31 Keiwan Ratliff CB/PR - 21 Bob Sanders SS - 40 Jamie Silva SS Special Team - 17 Hunter Smith P - 48 Justin Snow LS - 4 Adam Vinatieri K Lista delle riserve - 25 Michael Coe CB (IR) - 30 Clifton Dawson RB (IR) - 42 Nick Graham CB (IR) - 32 Mike Hart RB (IR) - 28 Marlin Jackson CB (IR) - 65 Ryan Lilja G (PUP) - 97 Quinn Pitcock DT (Did Not Report) - 34 T.J. Rushing CB/KR/PR (IR) - 86 Tom Santi TE/FB (IR) Squadra di allenamento - 59 Rufus Alexander OLB - 37 Brannon Condren SS - 39 Brandon Foster CB - 14 Sam Giguère WR - 72 Corey Hilliard OT - 80 Jamie Petrowski TE - 6 Taj Smith WR - 36 Brandon Sumrall CB/S (Injured) |
| Legenda - I rookie sono in corsivo. - Il primo ruolo è il principale mentre gli eventuali successivi indicano i ruoli secondari. - (IR) sta per Injured Reserve ed indica la lista ristretta per un solo giocatore infortunato che può tornare ad allenarsi dopo la settimana 6 e a rientrare in prima squadra dopo che questa ha giocato 8 partite. - (NF-Inj.) / (NF-Ill.) stanno rispettivamente per Non-Football Injured e Non-Football Illness ed indicano le liste dove viene inserito un giocatore che ha un infortunio o una malattia non dipendente dal football americano. - (PUP) sta per Physically Unable to Perform ed indica la lista dove viene inserito un giocatore mentre è in attesa di recuperare la condizione fisica. Nella stagione regolare dopo la sesta partita giocata dalla propria squadra, il giocatore ha tempo tre settimane per riprendere ad allenarsi, più tre settimane aggiuntive dal suo rientro agli allenamenti per rientrare in prima squadra. |

Fonte:

## Calendario
| Stagione regolare |                    |                         |                    |                    |                                |                    |
| Turno             | Data               | Avversario              | Risultati          | Risultati          | Stadio                         | Sintesi            |
| Turno             | Data               | Avversario              | Punteggio          | Record             | Stadio                         | Sintesi            |
| 1                 | 7 settembre        | Chicago Bears           | S 13–29            | 0–1                | Lucas Oil Stadium              | Recap              |
| 2                 | 14 settembre       | at Minnesota Vikings    | V 18–15            | 1–1                | Metrodome                      | Recap              |
| 3                 | 21 settembre       | Jacksonville Jaguars    | S 21–23            | 1–2                | Lucas Oil Stadium              | Recap              |
| 4                 | Settimana di pausa | Settimana di pausa      | Settimana di pausa | Settimana di pausa | Settimana di pausa             | Settimana di pausa |
| 5                 | 5 ottobre          | at Houston Texans       | V 31–27            | 2–2                | Reliant Stadium                | Recap              |
| 6                 | 12 ottobre         | Baltimore Ravens        | V 31–3             | 3–2                | Lucas Oil Stadium              | Recap              |
| 7                 | 19 ottobre         | at Green Bay Packers    | S 14–34            | 3–3                | Lambeau Field                  | Recap              |
| 8                 | 27 ottobre         | at Tennessee Titans     | S 21–31            | 3–4                | LP Field                       | Recap              |
| 9                 | 2 novembre         | New England Patriots    | V 18–15            | 4–4                | Lucas Oil Stadium              | Recap              |
| 10                | 9 novembre         | at Pittsburgh Steelers  | V 24–20            | 5–4                | Heinz Field                    | Recap              |
| 11                | 16 novembre        | Houston Texans          | V 33–27            | 6–4                | Lucas Oil Stadium              | Recap              |
| 12                | 23 novembre        | at San Diego Chargers   | V 23–20            | 7–4                | Qualcomm Stadium               | Recap              |
| 13                | 30 novembre        | at Cleveland Browns     | V 10–6             | 8–4                | Cleveland Browns Stadium       | Recap              |
| 14                | 7 dicembre         | Cincinnati Bengals      | V 35–3             | 9–4                | Lucas Oil Stadium              | Recap              |
| 15                | 14 dicembre        | Detroit Lions           | V 31–21            | 10–4               | Lucas Oil Stadium              | Recap              |
| 16                | 18 dicembre        | at Jacksonville Jaguars | V 31–24            | 11–4               | Jacksonville Municipal Stadium | Recap              |
| 17                | 28 dicembre        | Tennessee Titans        | V 23–0             | 12–4               | Lucas Oil Stadium              | Recap              |

Nota: Gli avversari della propria division sono in grassetto.

### Playoff
| Playoff   |                |             |                           |             |        |                  |     | |
| Turno     | Data           | Ora         | Avversario (seed)         | Risultato   | Record | Stadio           | TV  | Sintesi                                                                                                 |
| Wild Card | 3 gennaio 2009 | 8:15 pm EST | at San Diego Chargers (4) | 17–23 (dts) | 12–5   | Qualcomm Stadium | NBC | http://www.nfl.com/gamecenter?game_id=54456&displayPage=tab_recap&season=2008&week=POST18&override=TRUE |

## Classifiche
| AFC South              |    |    |   |      |     |      |     |     |     |
|                        | V  | S  | P | %    | DIV | CONF | PF  | PS  | STR |
| (1) Tennessee Titans   | 13 | 3  | 0 | .813 | 4–2 | 9–3  | 375 | 234 | S1  |
| (5) Indianapolis Colts | 12 | 4  | 0 | .750 | 4–2 | 10–2 | 377 | 298 | V9  |
| Houston Texans         | 8  | 8  | 0 | .500 | 2–4 | 5–7  | 366 | 394 | V1  |
| Jacksonville Jaguars   | 5  | 11 | 0 | .313 | 2–4 | 3–9  | 302 | 367 | S2  |

## Premi
- Peyton Manning:

MVP della NFL